# موازنة العناصر المغذية
تُستخدم عملية موازنة العناصر المغذية في الزراعة.
وتتضمن العملية موازنة المغذيات الواردة إلى المزرعة مع العناصر المغذية الصادرة منها. ويتمثل الهدف من هذه العملية في منع حوادث التلوث وتوفير التكاليف من خلال إجراء مطابقة دقيقة بين متطلبات مغذيات محصول زراعة مع استخدام المخصبات العضوية وغير العضوية.
تتم موازنة المغذيات الموجهة إلى نظام الزراعة من :
- المغذيات المتبقية في التربة والمواد العضوية المتبقية في التربة من المحاصيل السابقة
- الغلاف الأخضر
- روث الحيوانات والسوائل ذات العوالق الصلبة
- استخدام المخصبات غير العضوية

مع المغذيات الصادرة من نظام الزراعة في المحاصيل.